# Gladium Caeli
Gladium Caeli è il primo album del gruppo italiano Deus ex Machina, pubblicato nel 1990.

## Tracce
1. Expergi - (8.45)
2. Arbor - (16.15)
3. Gladium Caeli - (9.40)
4. Ignis Ab Caelo - (4.20)
5. Se Ipse Loquitur -  (3.20)
6. Dialeghen - (14.21)
7. Omnia Evolvitur Sed Potest Mutari - (8.41)

## Formazione
- Alberto Piras - voce
- Mauro Collina - chitarra elettrica, chitarra acustica
- Luigi Ricciardiello - tastiere
- Alessandro Bonetti - violino
- Alessandro Porreca - basso elettrico
- Marco Matteuzzi - batteria